# Detlef Berentzen
Pour les articles homonymes, voir Dr. Feelgood.
Detlef Berentzen est un journaliste et écrivain allemand, né le 16 février 1952 à Bielefeld (Allemagne) et mort le 18 juillet 2019. Il écrit parfois sous le pseudonyme Dr. Feelgood.

## Publications
- die taz-Das Buch. Aktuelle Ewigkeitswerte aus zehn Jahren (avec Mathias Bröckers et Bernhard Brugger), Zweitausendundeins, Frankfurt 1989
- Die Deutschen und ihre Hunde. Ein Sonderweg der Mentalitätsgeschichte? (avec Wolfgang Wippermann), Siedler, München 1999
- Hermann. Roman. Frankfurt, Dielmann, 2002.  (ISBN 3-933974-30-5)
- Warum Schlund lieber malen würde. Erzählung. Bielefeld: Pendragon, 2004.  (ISBN 3-934872-72-7)
- Vielleicht ein Narr wie ich. Peter Härtling; das biographische Lesebuch. Köln: Kiepenheuer und Witsch, 2006.  (ISBN 978-3-462-03715-9)